# Chamaecrista lineata
Chamaecrista lineata là một loài thực vật có hoa trong họ Đậu. Loài này được (Sw.) Greene miêu tả khoa học đầu tiên.